# Рощупкина, Надежда Николаевна
Надежда Николаевна Рощупкина (род. 14 июня 1963, Тула) — советская и российская легкоатлетка, специалистка по спринтерскому бегу. Выступала за сборные СССР, СНГ и России по лёгкой атлетике в 1980-х и 1990-х годах, обладательница бронзовой медали чемпионата Европы в помещении, дважды серебряная призёр летних Универсиад, многократная победительница и призёр первенств национального значения. Представляла Тульскую область. Мастер спорта СССР международного класса.

## Биография
Надежда Рощупкина родилась 14 июня 1963 года в Туле.
Начала заниматься лёгкой атлетикой в 1975 году, проходила подготовку под руководством заслуженных тренеров С. С. Реутова и В. М. Маслакова. Состояла в спортивном обществе Профсоюзов (Тула).
Впервые заявила о себе на взрослом всесоюзном уровне в сезоне 1985 года, когда на чемпионате СССР в Ленинграде в составе команды спортивного общества «Буревестник» одержала победу в эстафете 4 × 100 метров.
В 1987 году на зимнем чемпионате СССР в Пензе стала серебряной призёркой в беге на 60 метров, уступив только Марине Жировой из Московской области. Будучи студенткой, представляла страну на Универсиаде в Загребе, откуда привезла награду серебряного достоинства, выигранную в эстафете 4 × 100 метров.
На зимнем чемпионате СССР 1988 года в Волгограде взяла бронзу в беге на 60 метров. Попав в основной состав советской национальной сборной, выступила на чемпионате Европы в помещении в Будапеште, где в той же дисциплине стала пятой. На летнем чемпионате СССР в Таллине с командой РСФСР стала серебряной призёркой в эстафете 4 × 100 метров.
В 1989 году на зимнем чемпионате СССР в Гомеле выиграла бронзовую медаль на дистанции 60 метров, затем участвовала в чемпионате Европы в помещении в Гааге, где снова финишировала в финале пятой. При этом на чемпионате мира в помещении в Будапеште дошла до стадии полуфиналов. На летнем чемпионате СССР в Горьком получила серебро в индивидуальном беге на 100 метров и в эстафете 4 × 100 метров. Кроме того, отметилась выступлением на Кубке Европы в Гейтсхеде, став в эстафете 4 × 100 метров второй, и добавила в послужной список серебряную награду, полученную в той же дисциплине на Универсиаде в Дуйсбурге.
На чемпионате Европы 1990 года в Сплите стала четвёртой в беге на 100 метров, тогда как в эстафете 4 × 100 метров в финале советская команда сошла с дистанции.
В 1991 году на чемпионате страны в рамках X летней Спартакиады народов СССР в Киеве с командой РСФСР победила в эстафете 4 × 100 метров. В той же дисциплине была лучшей на Кубке Европы во Франкфурте.
В 1992 году на зимнем чемпионате СНГ в Москве стала серебряной призёркой в беге на 60 метров, тогда как на последовавшем чемпионате Европы в помещении в Генуе в составе Объединённой команды, собранной из спортсменов бывших советских республик, получила бронзу.
После распада Советского Союза представляла на международных соревнованиях российскую национальную сборную. Так, в 1995 году победила в беге на 60 метров на зимнем чемпионате России в Волгограде, дошла до полуфинала на чемпионате мира в Барселоне.
В 1996 году на зимнем чемпионате России в Москве была второй на дистанциях 60 и 200 метров, на чемпионате Европы в помещении в Стокгольме в дисциплине 60 метров остановилась в полуфинале.
На зимнем чемпионате России 1997 года в Волгограде одержала победу в беге на 60 метров, принимала участие в чемпионате мира в помещении в Париже, где стала полуфиналисткой. При этом на домашнем летнем чемпионате России в Туле в составе сборной Тульской области получила серебро в эстафете 4 × 100 метров.
В 1998 году на зимнем чемпионате России в Москве вновь была лучшей в беге на 60 метров.
В 2000 году на чемпионате России в Туле стала серебряной призёркой в эстафете 4 × 100 метров.
Впоследствии работала тренером в тульской Специализированной детско-юношеской спортивной школе олимпийского резерва по легкой атлетике.